# Kloster Unser Lieben Frauen

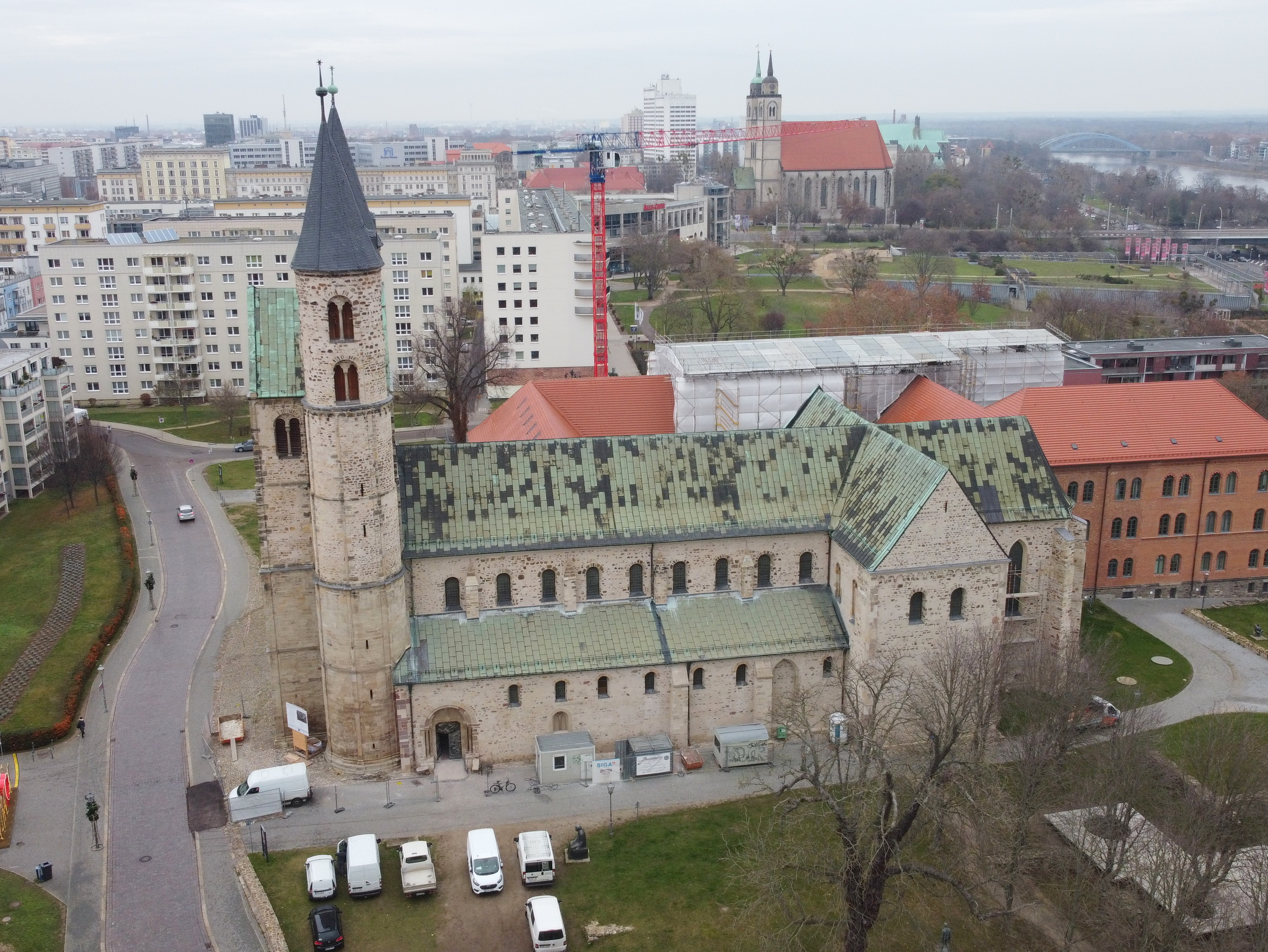
Klosterkirche Unser Lieben Frauen

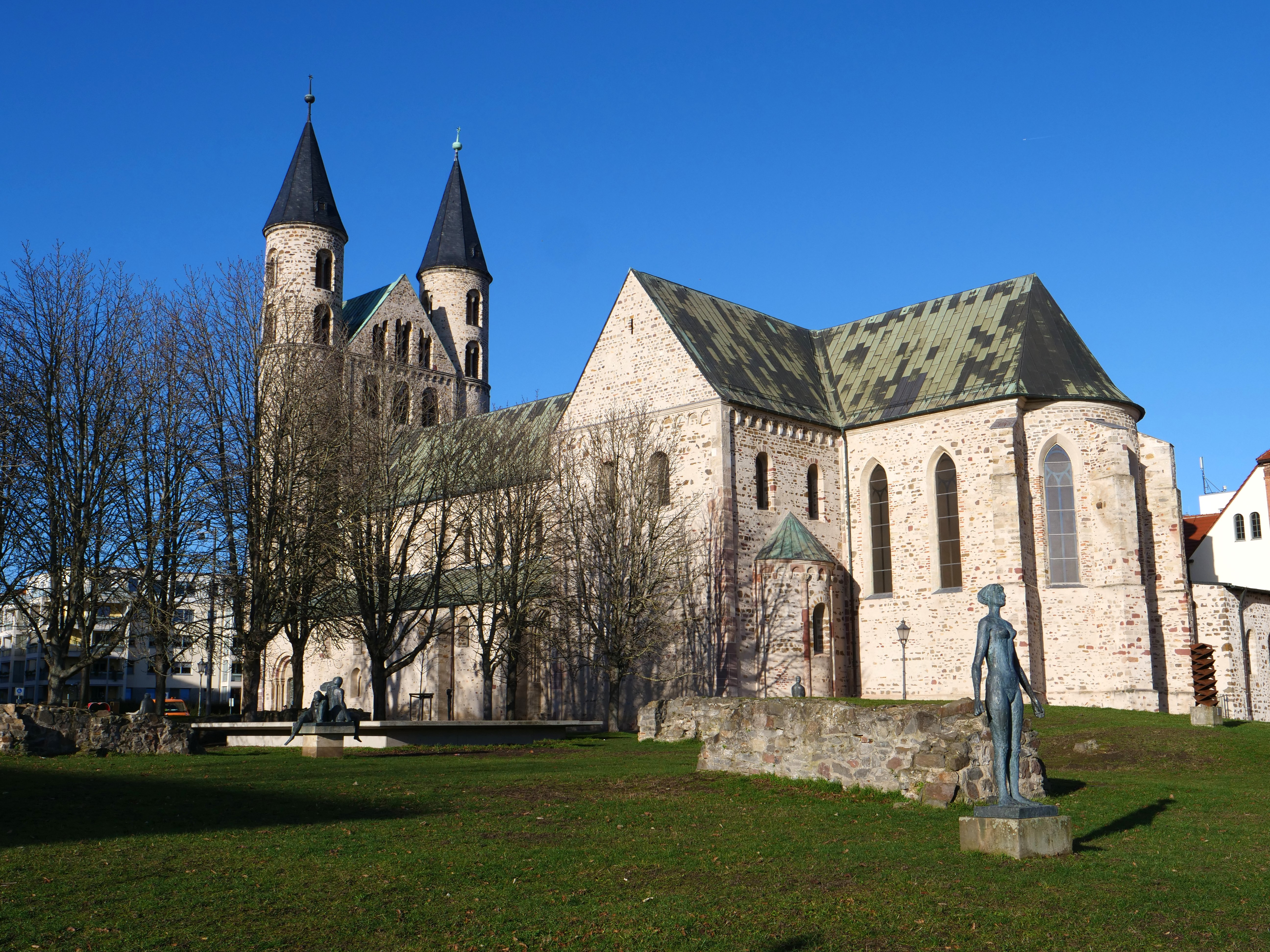
Unser Lieben Frauen mit Skulpturengarten, Ansicht von Südosten 2025

Das Kloster Unser Lieben Frauen (auch Marienstift oder Liebfrauenstift) ist eine Klosteranlage in der Magdeburger Altstadt. Das Gebäudeensemble zählt zu den bedeutendsten romanischen Anlagen in Deutschland. Heute werden die Gebäude als städtisches Kunstmuseum Kloster Unser Lieben Frauen genutzt. Es befindet sich in unmittelbarer Nähe zum Magdeburger Dom und dem Stadtzentrum.

## Geschichte

### Gründung als Kollegiatstift (ab 1015)
Die erste geistliche Gemeinschaft wurde um 1015 bis 1018 durch den Magdeburger Erzbischof Gero als Kollegiatstift (Marienstift) gegründet und mit Augustiner-Chorherren besetzt. Der Gründungsbau könnte aus Holz bestanden haben. Sicher ist nur, dass die vermeintliche Gründungsurkunde eine spätere Fälschung ist. Erzbischof Werner ließ ab 1063/64 das Liebfrauenstift als dreischiffige, flachgedeckte Basilika errichten, in der er 1078 beigesetzt wurde. Erst mit Erzbischof Norbert von Xanten (amt. 1129–1134) und seinem Nachfolger Evermond beginnt rund 50 Jahre nach Werners Tod ein neues Kapitel für das Kollegiatstift St. Marien und somit auch für den Bau der Kirche und der zugehörigen Konventsgebäude.

### Prämonstratenser-Chorherrenstift (ab 1129)

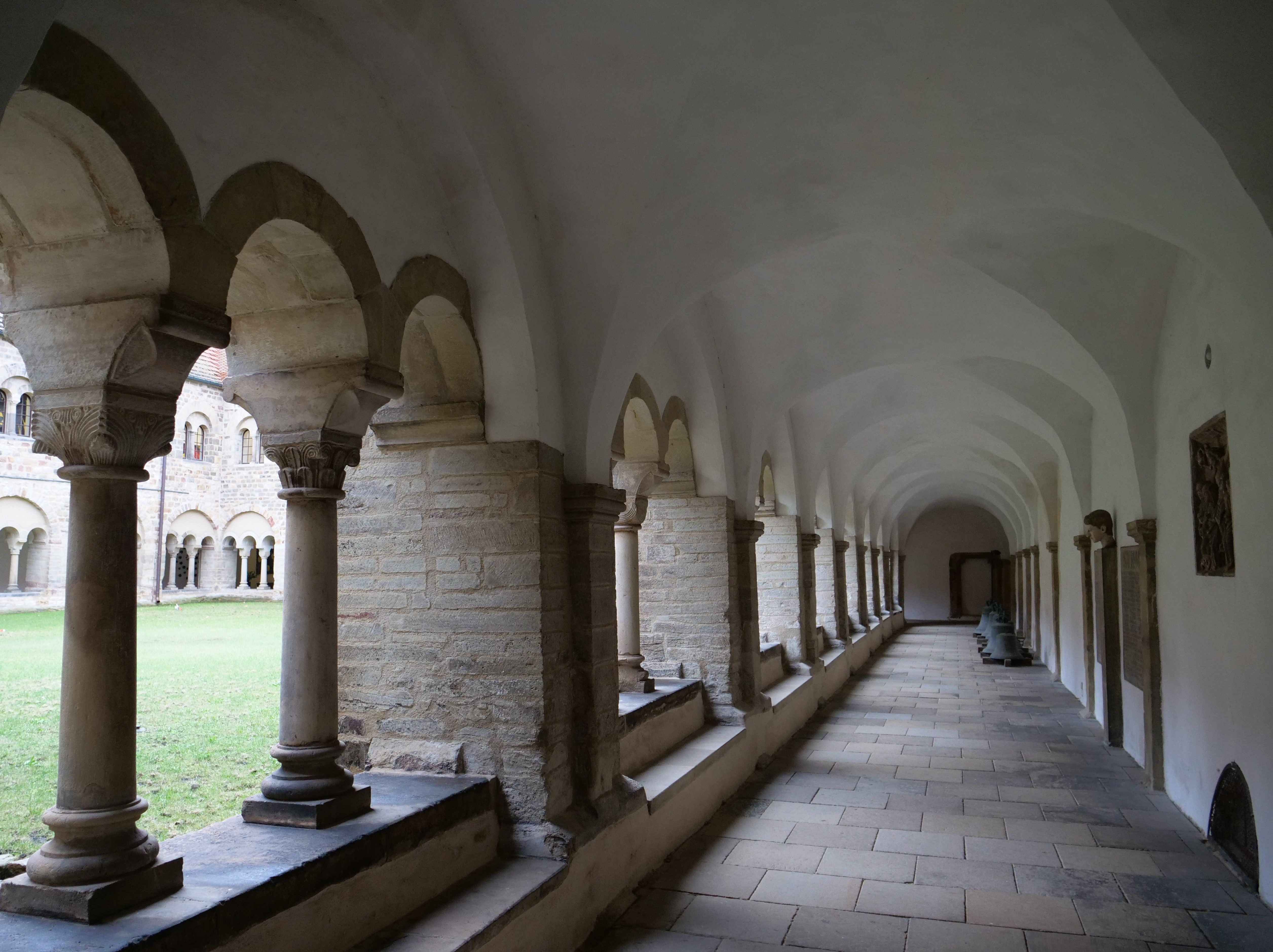
Kreuzgang Innenansicht

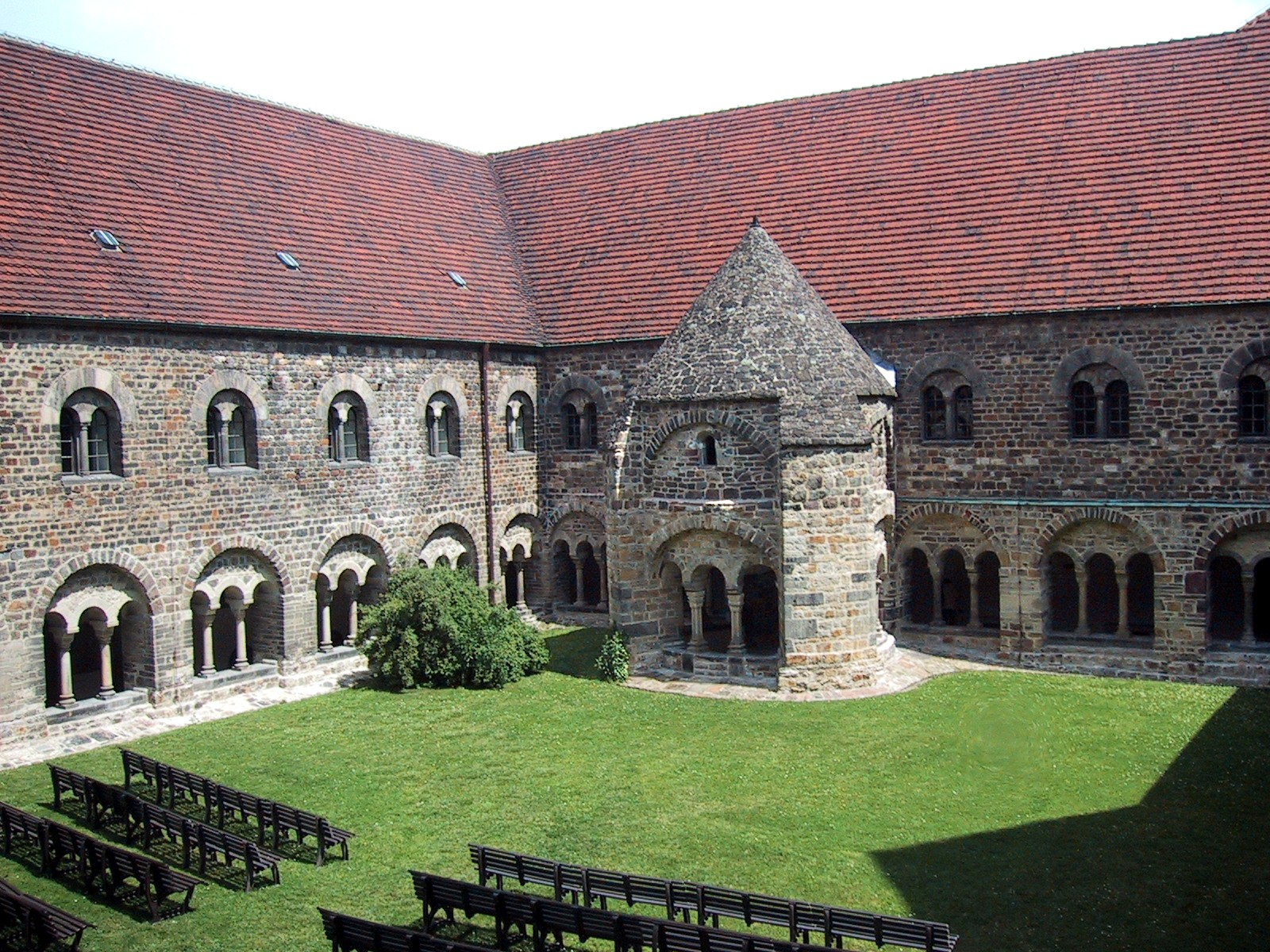
Klostergarten mit Brunnenhaus

Im Jahr 1129 übereignete Erzbischof Norbert von Xanten das Stift dem neu gegründeten Prämonstratenserorden, was von Papst Honorius II. bestätigt wurde. Dieses Prämonstratenser-Chorherrenstift im Range einer selbständigen Propstei wurde, nach Prémontré, quasi zum Mutterkloster des Ordens im östlichen Verbreitungsraum. In dieser Zeit erfolgten die umfangreichsten Umbaumaßnahmen seit Baubeginn um 1068–1078. Die Klausur wurde als zweigeschossiger Kreuzgang mit „Tonsur“ errichtet, das Sommer- und Winterrefektorium sowie Kapitelsaal folgten. Um 1130 bis 1150 wurde die Kirche den neuen liturgischen Bedingungen angepasst, die Grablege für Norbert von Xanten errichtet, die Westtürme gebaut und die Säulen im Langhaus durch Vierkantpfeiler zur Aufnahme eines zukünftigen Gewölbes ersetzt. 1130 erfolgte die Übergabe des Alexius-Hospitals an das Kloster.
Norbert von Xanten wurde 1134 vor dem Kreuzaltar beigesetzt. Unter Albrecht dem Bären erhielt das Kloster 1151 als Schenkung mehrere Dörfer. Im Zuge des weiteren Aufbaus des Ordens unterhielt das Kloster 1180 bereits Verbindungen zu 16 Tochterklöstern.
Am Karfreitag des Jahres 1207 brannte der alte Magdeburger Dom. Die Marienstiftskirche des Klosters Unser Lieben Frauen wurde daher eilig zur Kathedrale erhoben. Bereits zu Ostern feierte Erzbischof Albrecht I. von Käfernburg hier die Messe. Im Jahre 1211 verkündete der Erzbischof in dieser Kirche den vom Papst gegen Otto IV. verhängten Bann. Zwischen 1220 und 1240 fand eine umfangreiche Modernisierung statt. So entstand im Mittelschiff ein Kreuzrippengewölbe und in den Seitenschiffen Kreuzgratgewölbe. Der romanische Charakter der Kirche blieb jedoch erhalten.
Im Jahr 1293 wurden der Propstei Unser Lieben Frauen die Stifte in Brandenburg, Broda, Gottesgnaden, Gramzow, Havelberg, Jerichow, Kölbigk, Leitzkau, Mildenfurth, Pöhlde, Quedlinburg, Ratzeburg, Roda, Stade und Themnitz unterstellt. Im Jahr 1349 wurde dem Kloster das Patronat über die St.-Ulrich-und-Levin-Kirche Magdeburg von Erzbischof Otto von Hessen übertragen. Damit war zugleich das Patronat über sämtliche Stadtkirchen verbunden.

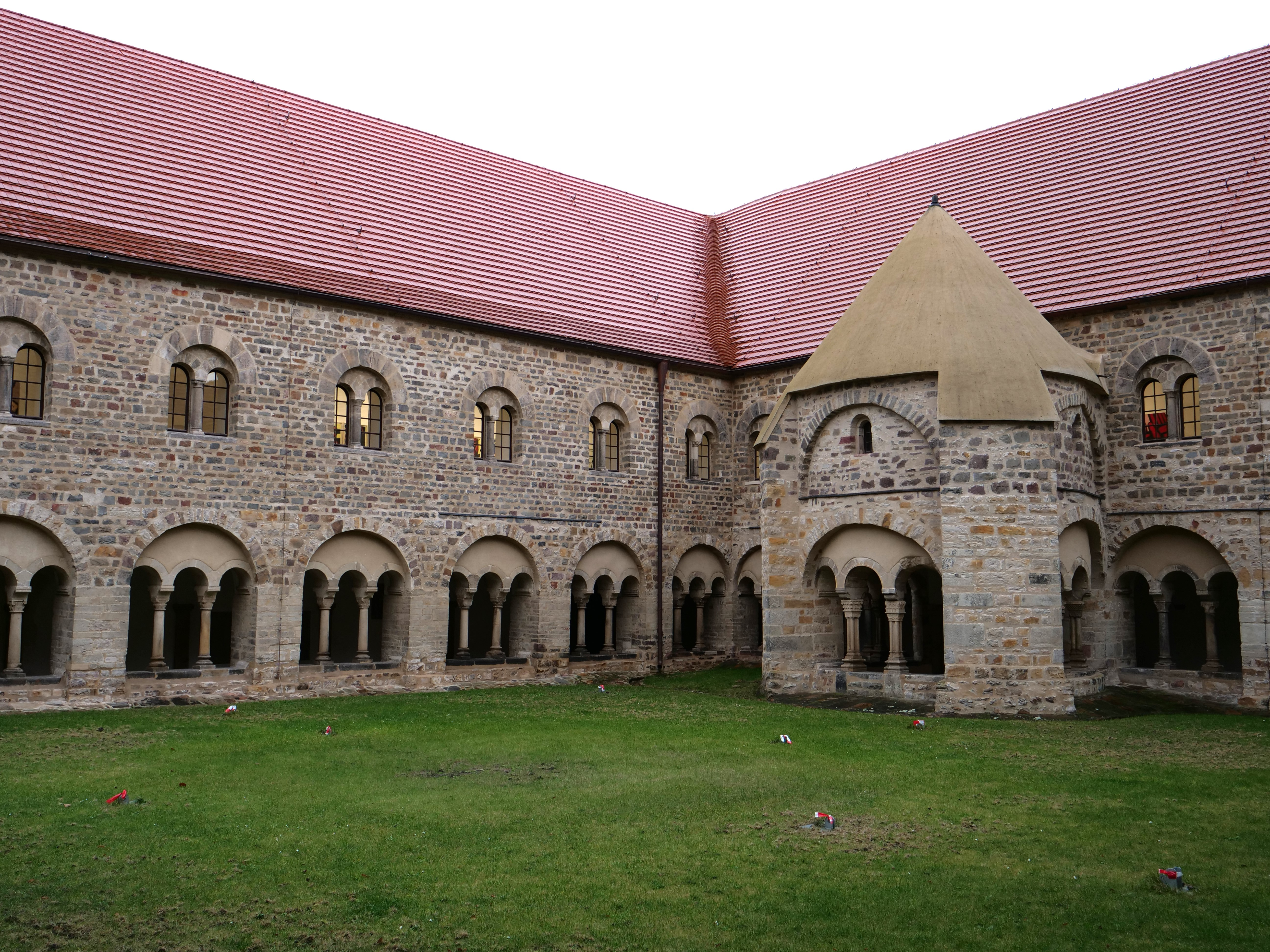
Kreuzgang mit Brunnenhaus im Januar 2025
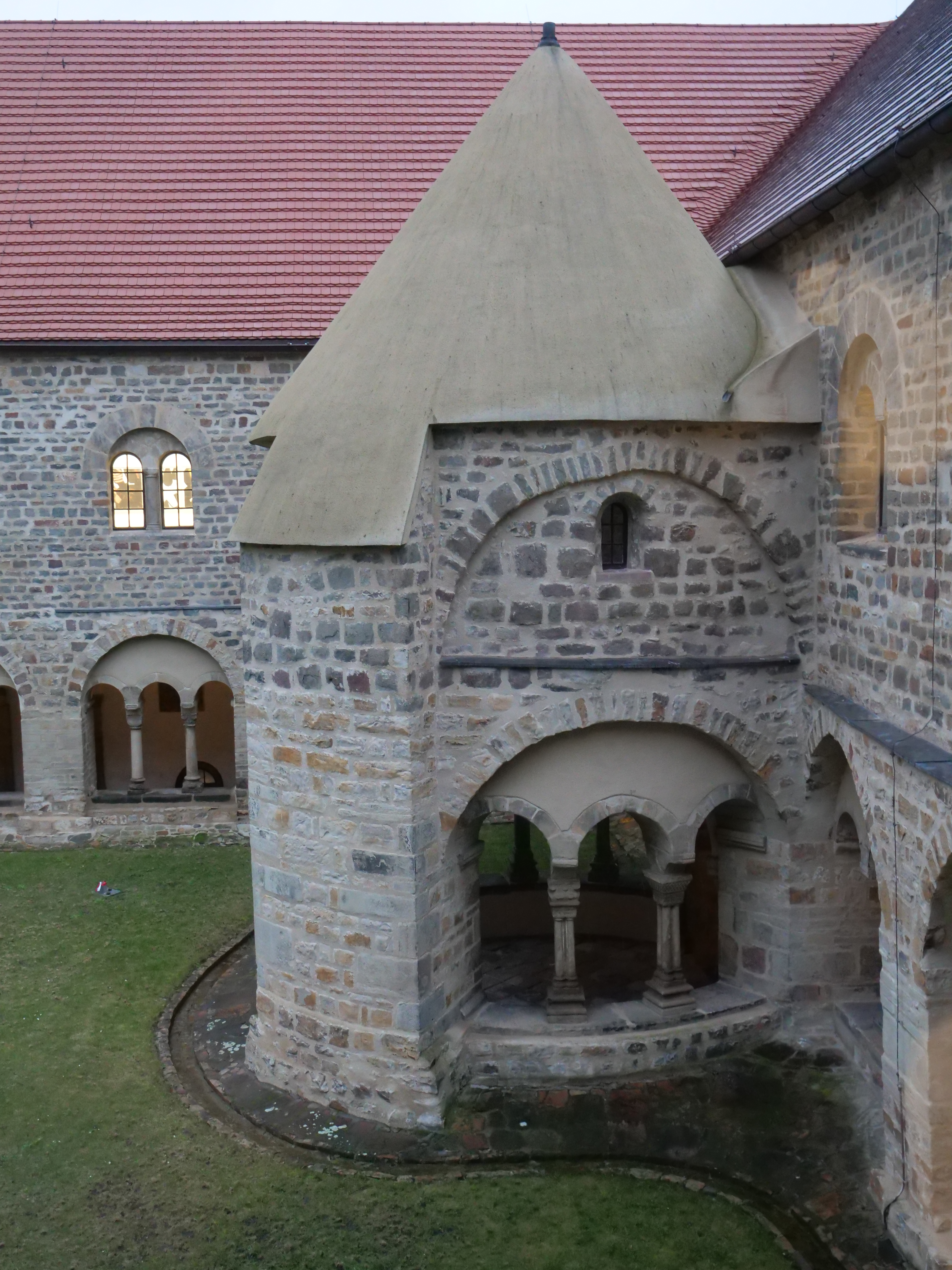
Seitenansicht des Brunnenhauses aus dem Obergeschoss
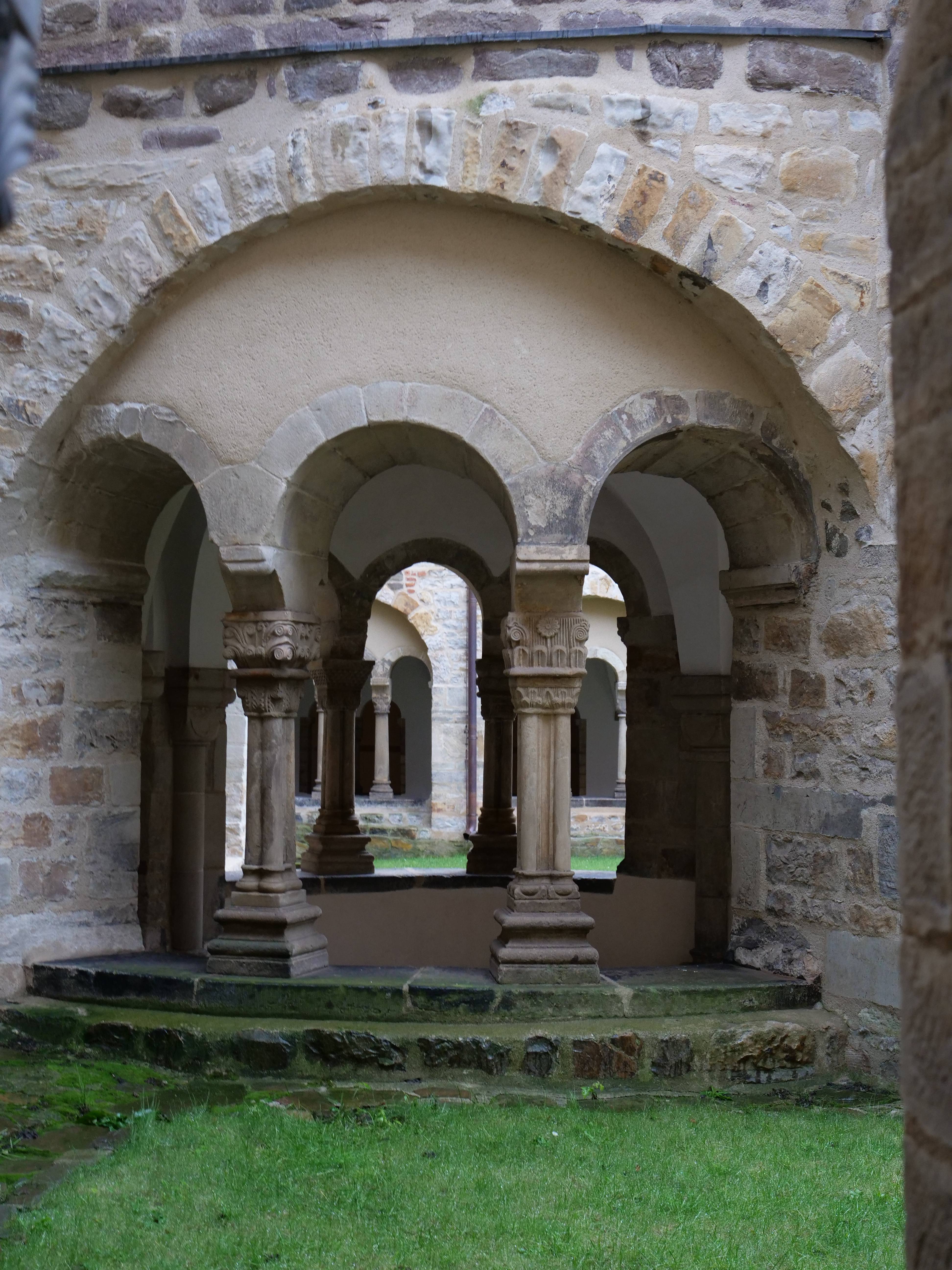
Blick durchs Brunnenhaus
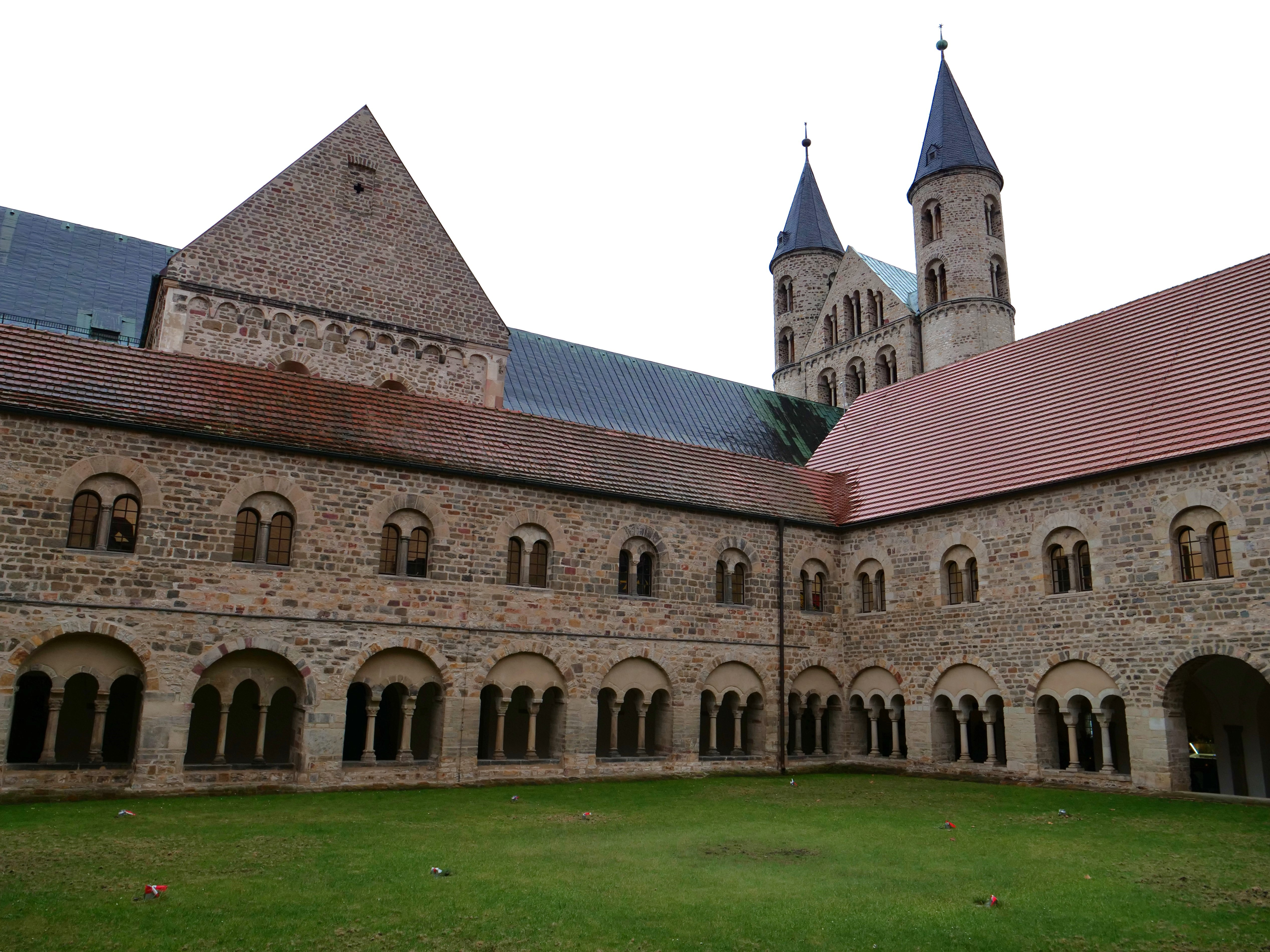
Kreuzgang mit anliegender Stiftskirche

Das bei einem Feuer niedergebrannte Dormitorium wurde 1445 wieder errichtet. Im Jahr 1500 wurde das Chorgewölbe erneuert und die Chorfenster wurden vergrößert. Im Kloster befand sich zwischenzeitlich auch eine Druckerei, diese wird für das Jahr 1504 erwähnt. 1505 entstand an der Ostseite des Kirchhofs ein Gasthaus. 1506 wurde auf dem Kirchhof die Wallfahrtskapelle zum Ölberg gebaut, die die religiöse Bedeutung des Klosters steigern sollte. 1510 entstand östlich der Klosterkirche ein Gästehaus. Das vom Gästehaus als Keller genutzte Gewölbe ist noch heute erhalten.

### Reformation

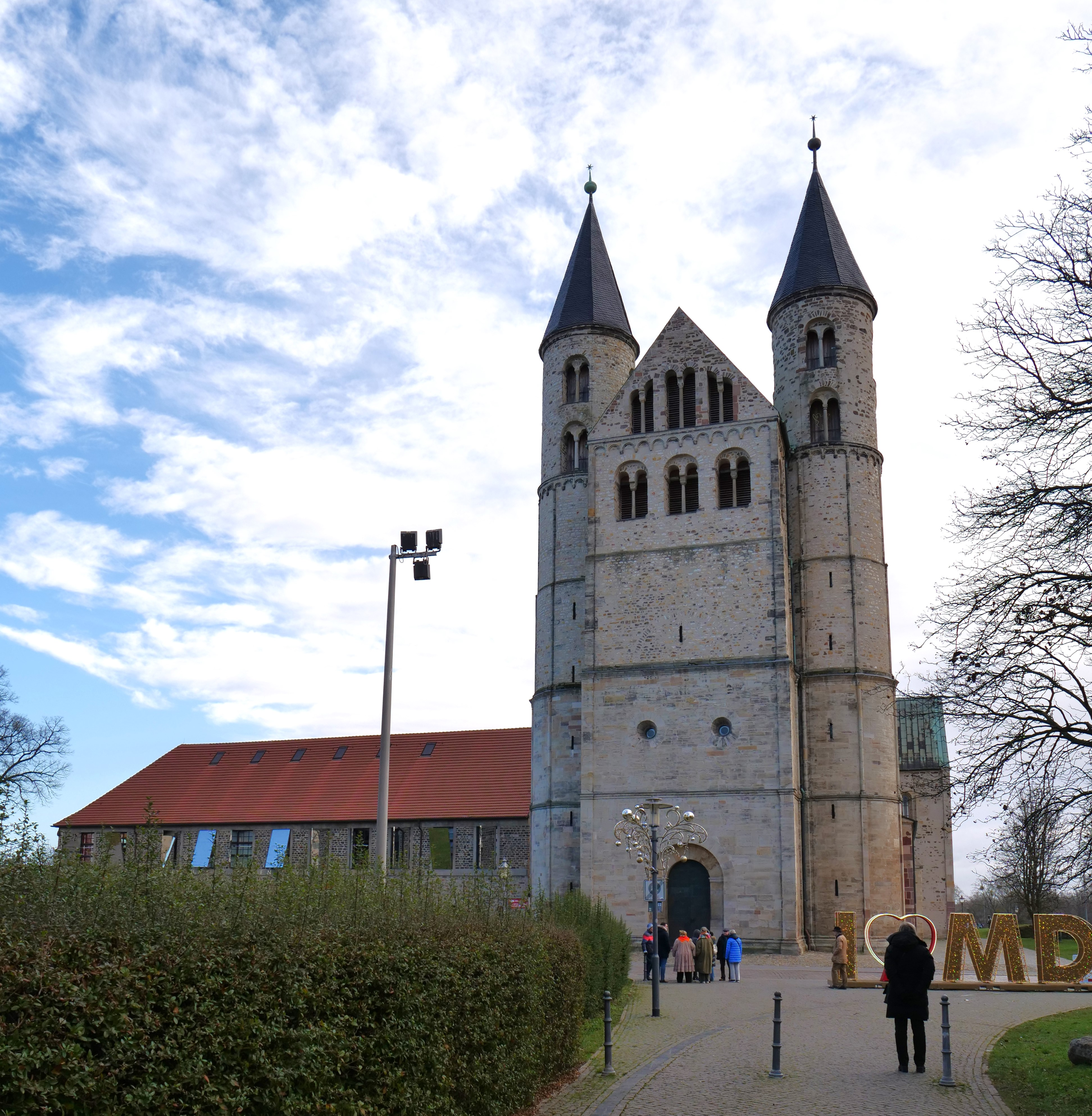
Westfassade der Stiftskirche St. Marien

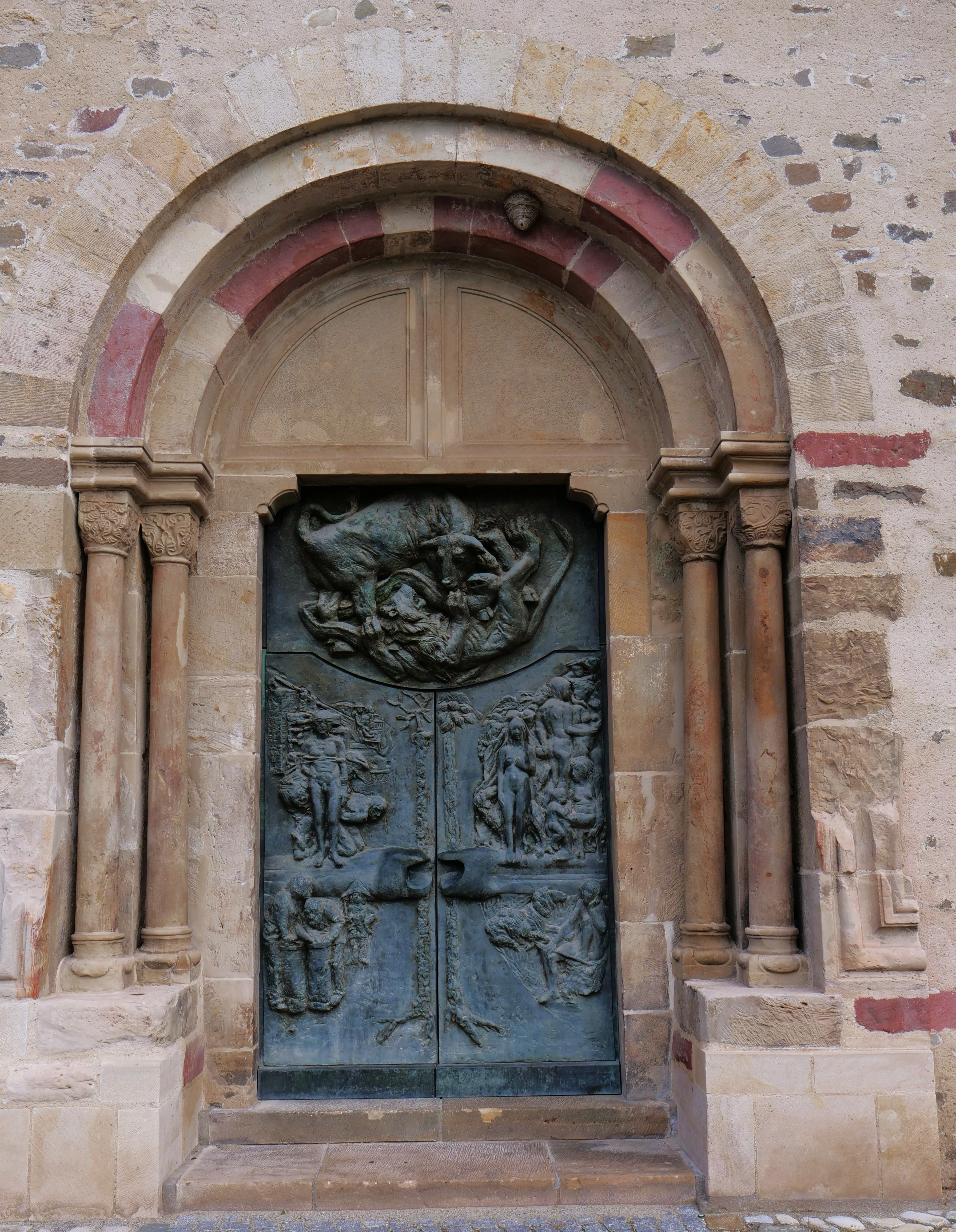
Südportal mit Blattmaske an romanischem Kapitell (um 1150) außen rechts und Bronzerelief von Waldemar Grzimek 1972 und 1976

In der Zeit der Reformation schloss sich das Kloster nicht der in Magdeburg vorherrschenden reformatorischen Bewegung an, sondern blieb katholisch. Im Jahr 1524 ging dem Kloster dann jedoch das Patronat über die Sankt-Johannis-Kirche Magdeburg und der Sankt-Ulrich-und-Levin-Kirche verloren. Während des Schmalkaldischen Kriegs wurde das Stift 1546/1547 geplündert, so dass der Rat der Stadt die Schlüsselgewalt über die entweihte Marienkirche an sich nahm und sie bis 1558 behielt. 1550/1551 wurde während der Belagerung der Stadt durch kaiserliche Truppen das Dormitorium erneut beschädigt. Im Augsburger Religionsfrieden wurde 1555 die Immunität des Klosters anerkannt, worauf die Rückgabe der Schlüssel 1558 beruhte. Die Lage der zur kleinen katholischen Minderheit gewordenen Stiftsbewohner blieb jedoch schwierig. 1570 beschlossen die Prämonstratenser-Chorherren, außerhalb des Klosters auf ihre weißen Ordensgewänder zu verzichten. Papst Gregor XIII. sprach 1582 den in der Marienstiftskirche des Klosters beigesetzten Norbert von Xanten heilig. Die Grabanlage wurde daraufhin verändert. Das Grab befand sich dann westlich der Krypta. Es wurde eine Grabplatte aus Marmor angefertigt.
Die Wiedereröffnung der Marienkirche fand am 25. März 1591 mit einer Predigt des evangelischen Predigers des Magdeburger Doms Siegfried Sack statt. Es war die erste evangelische Predigt in dieser Kirche. Nachdem der letzte katholische Propst der Prämonstratenser im Jahr 1597 verstorben war, verließen die verbliebenen katholischen Ordensleute am 4. April 1601 das Kloster. Die Gebeine des Heiligen Norbert blieben zurück.
Im Jahr 1626 reiste der Abt der Prämonstratenserabtei Strahov Caspar von Questenberg nach Magdeburg, um die Gebeine Norberts nach Prag zu überführen. Obwohl Magdeburg gerade von Truppen Wallensteins im Zuge des Dreißigjährigen Kriegs belagert wurde, gelang diese Unternehmung. Caspar von Questenberg erzwang sodann 1628 durch einen Befehl des Kaisers die Rückgabe des Stiftes an den Prämonstratenserorden. Tatsächlich zogen drei Chorherren aus Böhmen und sechs Chorherren aus den Niederlanden wieder in das Kloster ein. Bei der Erstürmung und weitgehenden Zerstörung Magdeburgs durch kaiserliche Truppen unter Tilly am 10. Mai 1631 wurde das Stift nur verhältnismäßig gering beschädigt. Seitens der Angreifer wurde es gesondert behandelt und vor Plünderungen geschützt. 1632 verließen die 1628 eingezogenen Prämonstratenser-Chorherren das Kloster wieder – unter Mitnahme von Bibliothek und Archiv.
Aufgrund der Zerstörungen in der Stadt waren die Stadtkirchen für längere Zeit nicht nutzbar. Zwischen 1639 und 1645 nutzte daher die Stadt Magdeburg die Klosteranlage. 1642 wurde Ernestus Bake, allerdings regelwidrig, seitens des Domkapitels als Propst eingesetzt. Er übte diese Funktion bis 1646 aus. Im Jahr 1650 erfolgte die Übereignung des Klosters an den Kurfürsten Friedrich Wilhelm von Brandenburg. 1689 wurde die Stiftskirche St. Marien nach Magdeburg geflohenen westeuropäischen Glaubensflüchtlingen (Pfälzer) zur Nutzung zugewiesen. In den Jahren 1696 bis 1700 wurde die Hauptapsis und die südliche Chormauer wiederaufgebaut, wobei spitzbogige Fenster eingebaut wurden.

### Pädagogium
Auf Vorschlag von Burchard Müller, Prediger der Pfälzer, entstand am 1. Juni 1698 eine Klosterschule. 1700 erfolgte die Einrichtung einer Klosterschulbibliothek, welche bis heute besteht. 1718 erhielt die Klosterschule den Namen Pädagogium zum Kloster Unser Lieben Frauen. Ab 1719 wurden die an das Kloster angrenzenden Straßen auf Befehl des Gouverneurs Fürst Leopold von Anhalt-Dessau bebaut. Nördlich der Klausur wurde 1746 ein Wohnhaus, das sogenannte Mittelhaus, für die Schüler und Lehrer der Schule gebaut. Mit der 1780 erfolgten Berufung von Gotthilf Sebastian Rötger zum Propst und Prälaten und den damit einziehenden modernen Lehrmethoden erwarb das Pädagogium einen überregionalen Ruf. 1800 ernannte Rötger Friedrich August Göring zum Rektor. Zu den Absolventen der Schule gehörten unter anderem auch die späteren Schriftsteller Carl Leberecht Immermann (1807 bis 1813) un Friedrich Wilhelm Genthe sowie der Dramatiker Georg Kaiser. 1814, Magdeburg war französisch besetzt, nutzte die französische Armee die Klosteranlage als Kavalleriekaserne und Hospital. Die Klosterkirche wurde als Viehstall genutzt.
1880 wurde Christian Georg Kohlrausch (1851–1934) u. a. als Turnpädagoge berufen. Er wirkte hier bis zu seiner Pensionierung 1913 und wurde weltweit durch seine 1882 veröffentlichten Studien und Experimente mit Schülern zum Diskuswurf bekannt, die die Wiedereinführung dieser Sportdisziplin der Olympischen Spiele der Antike erst wieder ermöglichten (1896 in den ersten Olympischen Spielen der Neuzeit). Er führte in dieser Zeit in Magdeburg auch den Fußball ein – siehe auch Fußball in Deutschland – und wurde eine der zentralen Persönlichkeiten in der Magdeburger Sportbewegung.

### Säkularisation
In den Jahren 1832 bis 1834 erfolgte die Säkularisation des Klosters. Das Pädagogium wurde zur staatlichen Schule. Hier wirkte u. a. Karl Christoph Gottlieb Zerrenner. 1888 erfolgte der Abriss der Wallfahrtskapelle zum Ölberg. Das Eingangsportal der Kirche wurde an die nördliche Seite der Anlage verlegt. 1907 erfolgte der Einbau einer Orgel. Eine umfangreiche Restaurierung des Kreuzganges fand in den Jahren 1925 und 1926 statt. 1928 wurde das Pädagogium mit dem Domgymnasium Magdeburg zusammengelegt. Ab 1929 nutzten die Altlutheraner für ihre Gottesdienste die Klosterkirche.

### Kriegerdenkmal für die gefallenen Lehrer und Schüler
Am 21. August 1921 wurde im Kreuzgang des Klosters das durch den Bildhauer Ludwig Thormaehlen geschaffene Kriegerdenkmal für die im Weltkrieg gefallenen Lehrer und Schüler des Gymnasiums enthüllt. Neben zwei Namenstafeln schuf Thormaehlen eine Büste seines 1918 durch Freitod aus dem Leben geschiedenen Freundes Bernhard von Uxkull. Dabei sollte die Büste den Prototyp für alle Kriegsfreiwilligen von 1914 darstellen. Wenn auch die beiden Namenstafeln verschwunden sind, ist die Stele doch erhalten.

### Zweiter Weltkrieg
Während des Zweiten Weltkriegs wurden 1945 bei Luftangriffen der westliche Flügel der Klausur und das Dach der Kirche zerstört. Zwischen 1947 und 1949 wurde der Chor der Marienkirche wiederaufgebaut, die Orgelempore wurde 1948 abgerissen.

### Deutsche Demokratische Republik

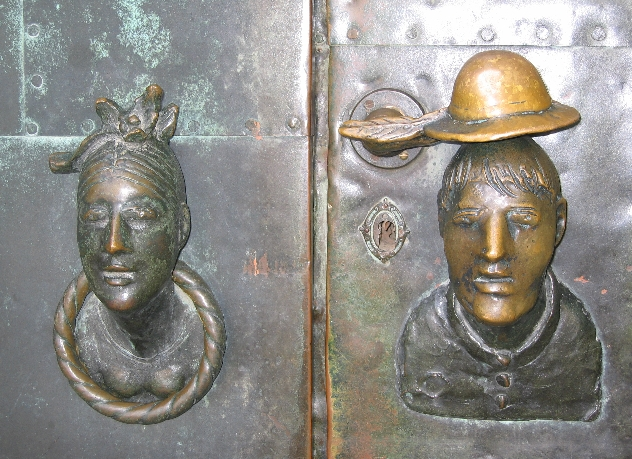
Heinrich Apel: Detail an der Eingangspforte des Klosters Unser Lieben Frauen

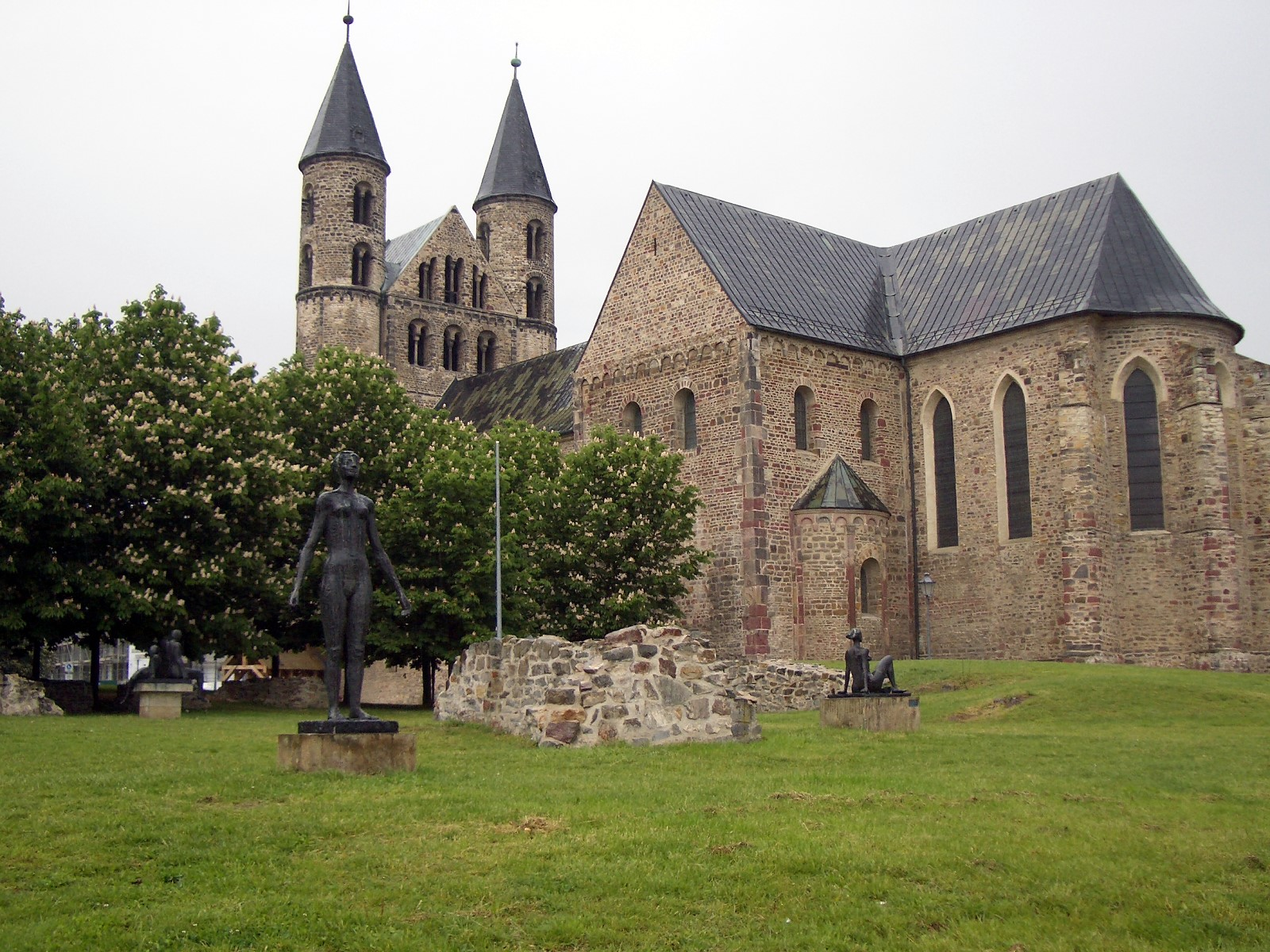
Großplastiksammlung am Kloster

Die altlutherische Gemeinde nutzte zwischen 1950 und 1957 die Hochsäulige Kapelle. Die religiöse Nutzung der Klosteranlage war damit beendet. Neuer Zweck der Anlage sollte eine kulturelle Nutzung sein. 1959 begann der Neubau des westlichen Teils der Klausur. Die im Nordflügel befindliche Aula wurde 1960 abgerissen. Am 1. Januar 1966 ging die Klosteranlage in den Besitz der Stadt Magdeburg über. 1969 folgte eine erste, der Stadtgeschichte gewidmete Ausstellung. 1973 folgte der Abriss der Klosterschulbibliothek und der Einbau des von Heinrich Apel gestalteten Portals. Am 1. Oktober 1974 wurde das Kloster als Museum für Bildende Kunst eröffnet. Es folgten weitere Restaurierungsarbeiten, so dass die nutzbare Fläche ausgeweitet wurde. Eine Rekonstruktion des Sommerrefektoriums erfolgte jedoch nicht. Hier entstanden die Garderobe und ein Café. Seit 1975 ist das ehemalige Kloster als Kunstmuseum Kloster Unser Lieben Frauen per Ratsbeschluss vom 11. Juni 1975 für die Aufnahme der Magdeburger Kunstsammlungen und die Präsentation von Kunstausstellungen bestimmt. 1976 wurde im Kloster die „Nationale Sammlung Kleinplastik der DDR“ eröffnet. Die Klosterkirche St. Marien wurde zur „Konzerthalle Georg Philipp Telemann“ umgebaut. 1977 erfolgte die Verlegung einer Fußbodenheizung und der Einbau der von Waldemar Grzimek gestalteten Bronzetür. Am 17. September 1977 war die Konzerthalle fertiggestellt.
1978 erhielt die Kirche ein im VEB Apoldaer Glockengießerei hergestelltes neues Geläut, das Apoldas Glockengießermeister Peter Schilling und seine Ehefrau Margarete Schilling gestaltet haben. Die Bronze-Glocken haben die Töne c1, d1, e1, g1, a1, c2, a2, cis3, e3 und fis3 sowie ein Gesamtgewicht von 9.901 Kilogramm. Es erklingt unter anderem jährlich zum Gedenken an die Bombenangriffe auf Magdeburg am Abend des 16. Januar 1945. Im Kreuzgang befinden sich die nach dem Zweiten Weltkrieg hierher gelangten Glocken im Kloster Unser Lieben Frauen.
Im Jahr 1988 wurde mit der Restaurierung des oberen Kreuzganges begonnen. 1989 wurden zur Ergänzung der Kleinplastiksammlung 45 Großplastiken im Umfeld des Klosters aufgestellt. Außerdem schuf Wieland Förster das Bronzerelief für die Tür zur Hochsäuligen Kapelle.

### Seit 1990

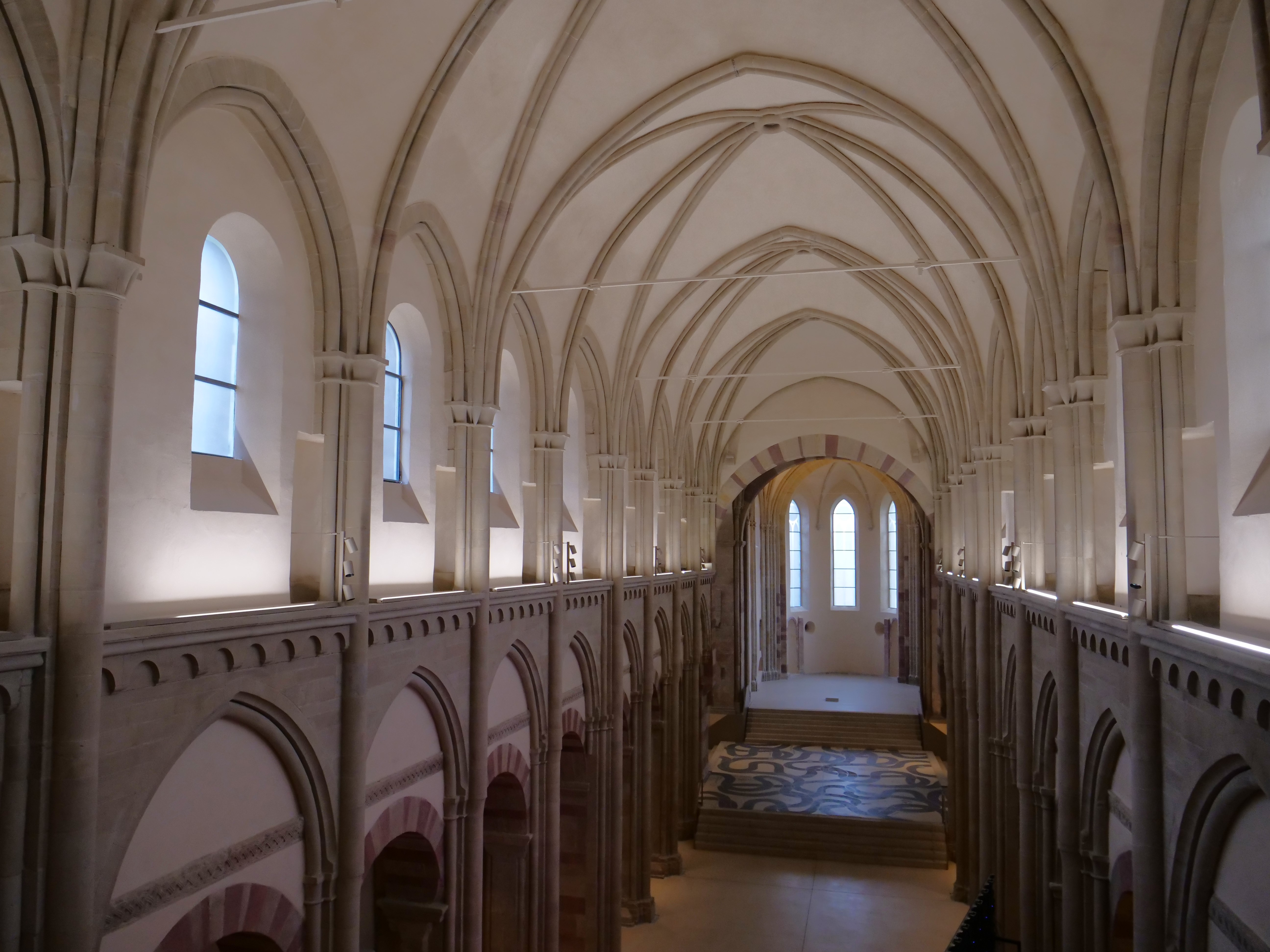
Mittelschiff und Chor 2025

1992 schuf Werner Stötzer für den unteren Kreuzgang eine weitere Bronzerelieftür. 1994 erfolgte die Restaurierung der Krypta, 1999 begann die Sanierung des Kreuzgangs. Im Jahr 1993 wurde das Kloster zum Mittelpunkt der neu eingerichteten Straße der Romanik erklärt.
Inzwischen gibt es in Magdeburg wieder einen kleinen Prämonstratenser-Konvent „Unserer lieben Frauen“, der jedoch in keiner Verbindung zu den alten Klostergebäuden steht. Es handelt sich um ein Priorat, das von der Abtei Hamborn abhängig ist.

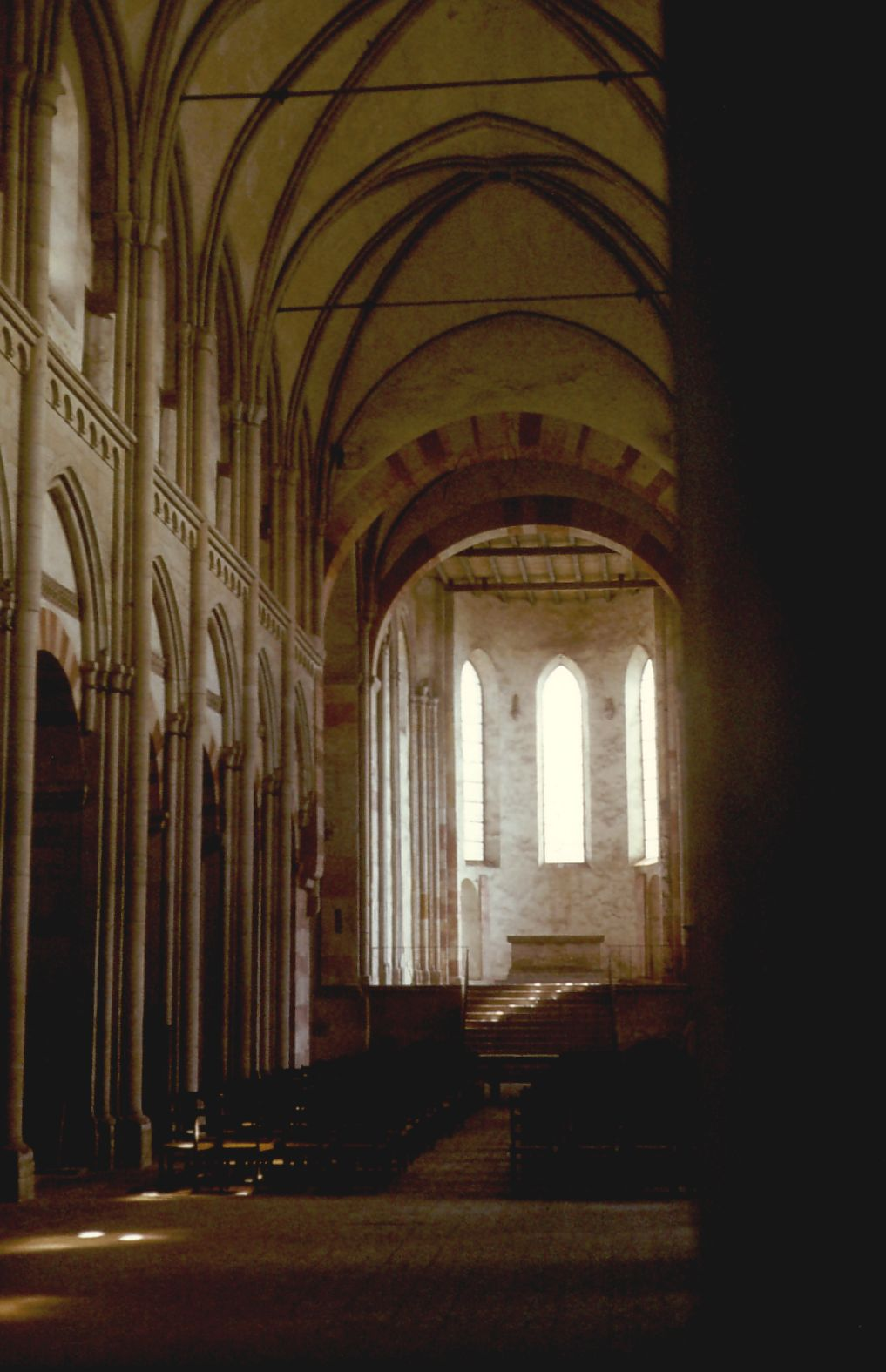
Klosterkirche St. Marien, Innenansicht des Langhauses nach Osten vor der Restaurierung (August 1971)
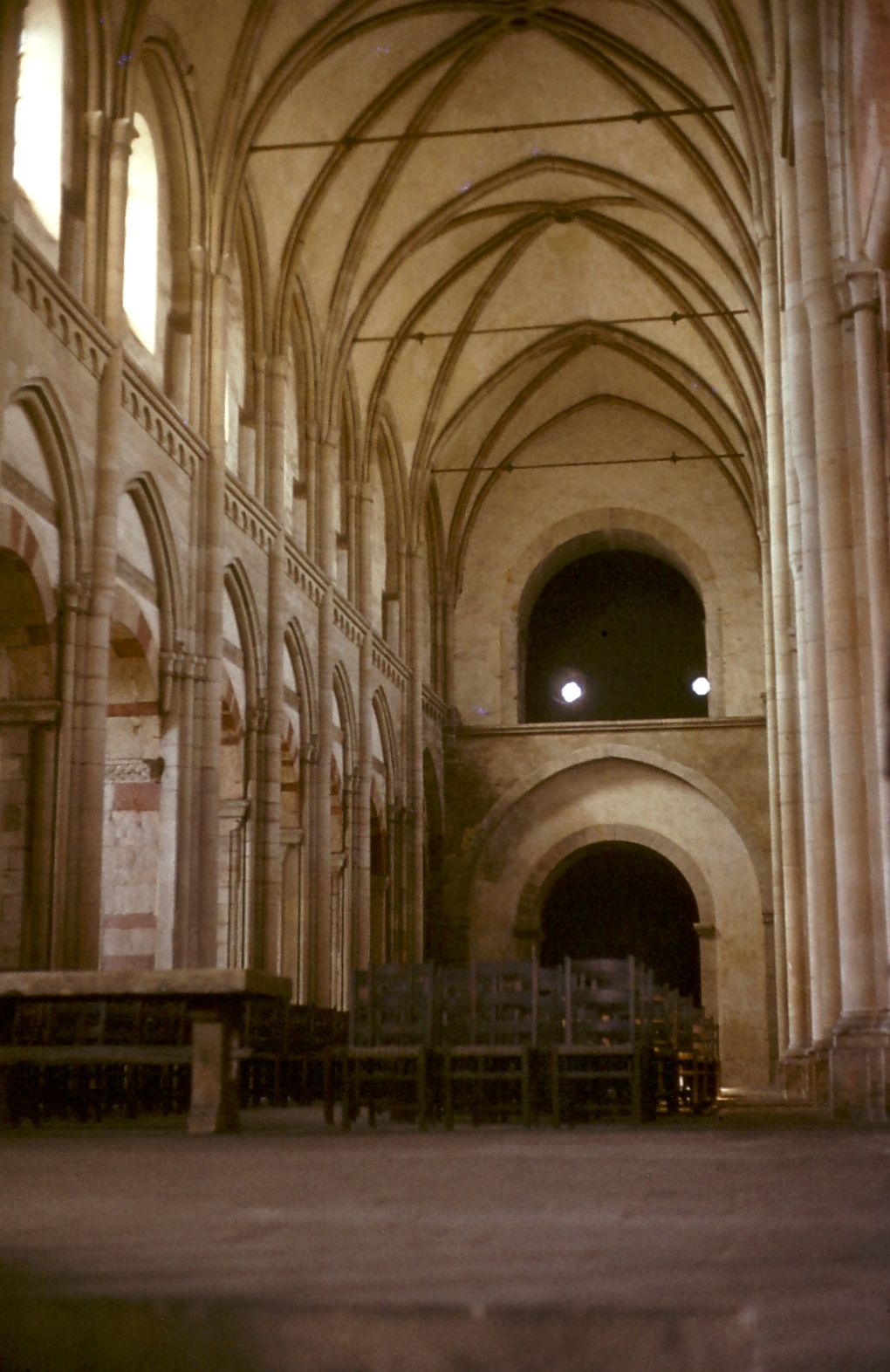
Innenansicht des Langhauses nach Westen vor der Restaurierung (August 1971)
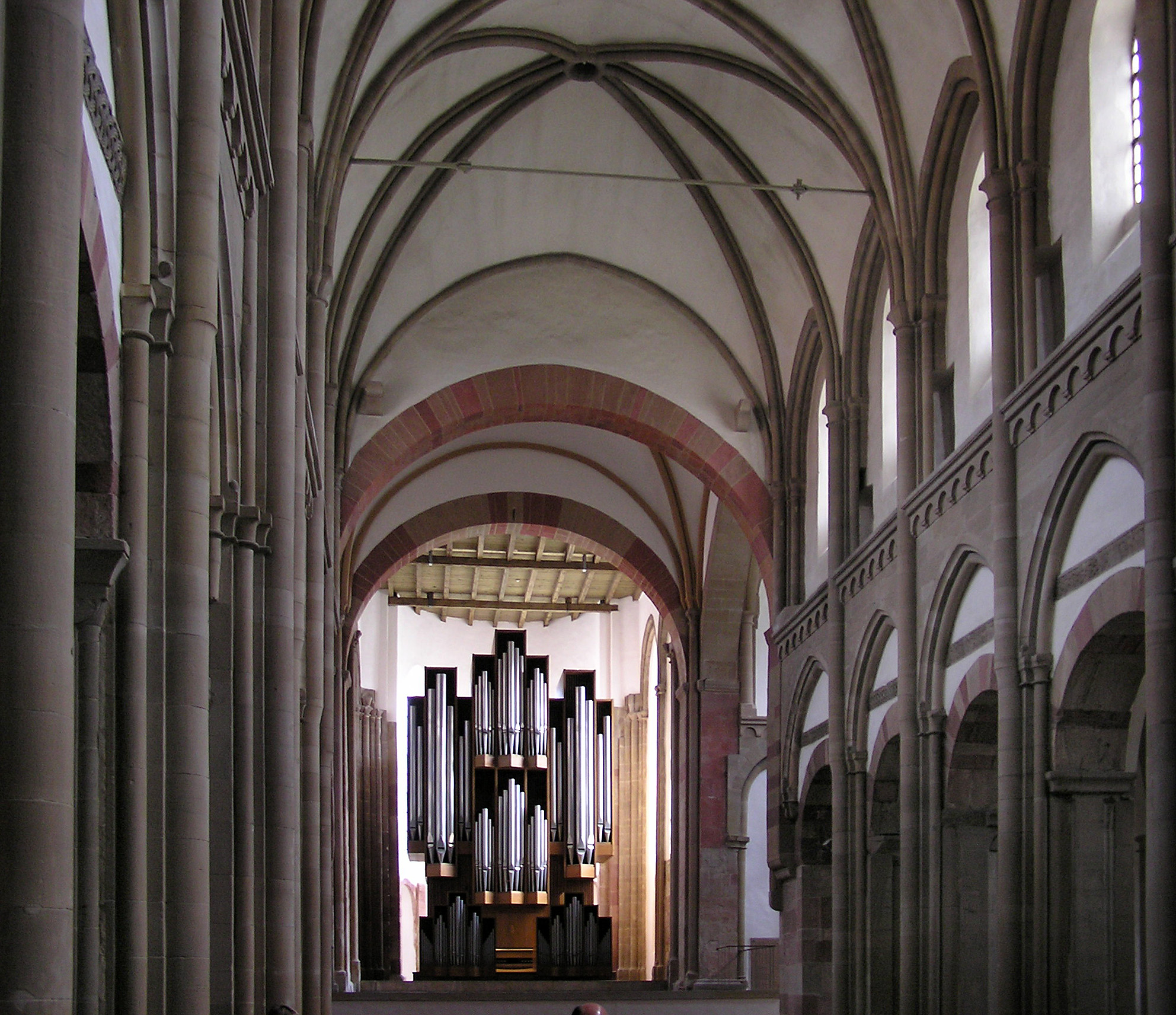
Innenansicht des Langhauses nach Osten
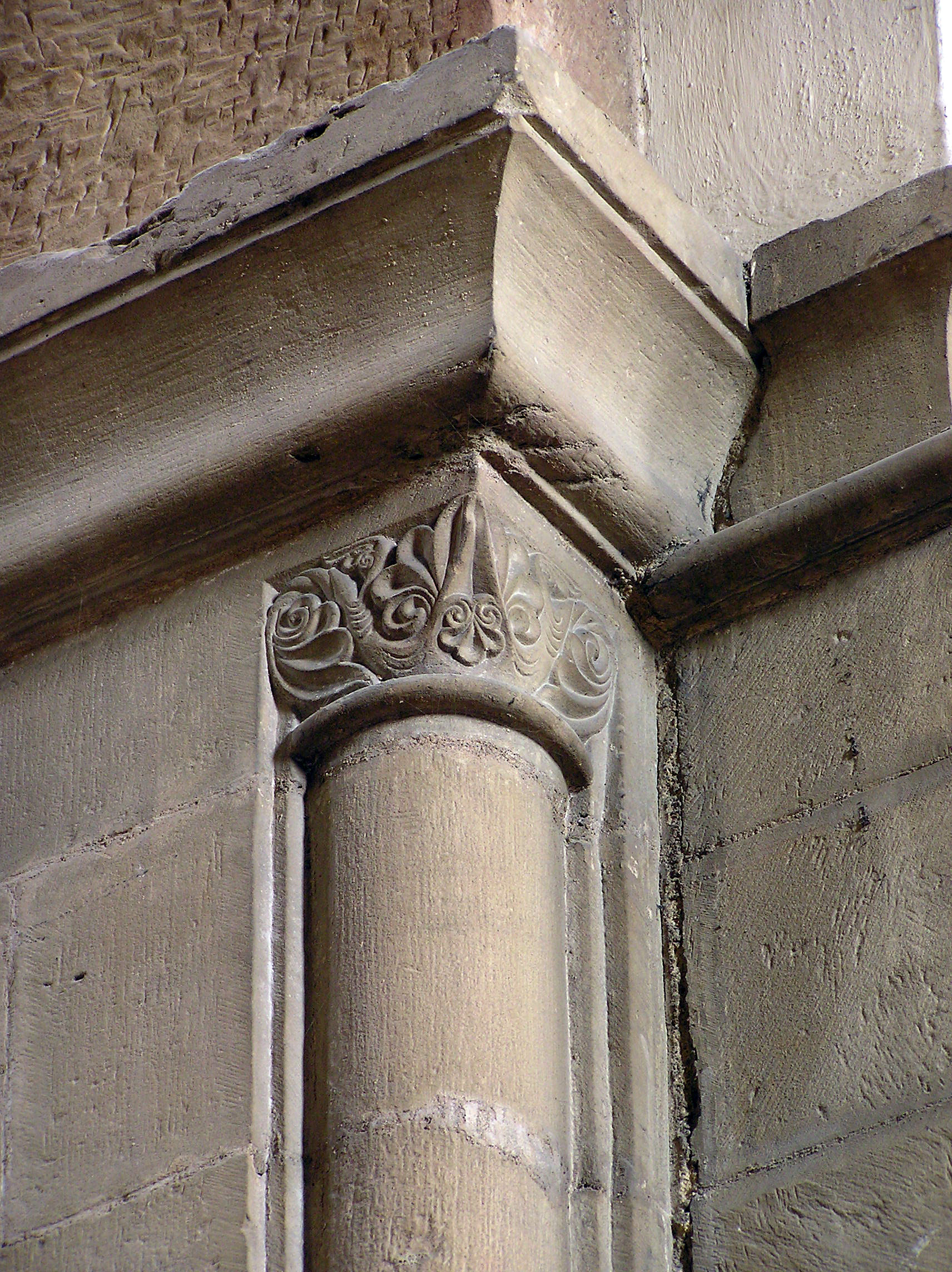
Konsole an einer Langhaussäule

## Orgel (bis 2020)
Die Konzertorgel wurde am 21. September 1979 eingeweiht. Das Instrument wurde von der Orgelbaufirma Jehmlich als deren Opus 1000 erbaut und hatte 62 Register auf vier Manualen und Pedal. Die knapp 5400 Pfeifen standen auf Schleifladen. Die Spieltrakturen waren mechanisch, die Registertrakturen und Koppeln elektrisch. 1995 nahm Fa. Jehmlich eine Generalüberholung und technische Überarbeitung sowie eine klangliche Modifizierung vor.
Von 1979 bis zur Einweihung der Hauptorgel im Magdeburger Dom 2008 war die Konzerthallenorgel die größte Orgel der Stadt. Für eine Orgel dieser Größe obligatorische 32-Fuß-Register sind laut Aussage des ehemaligen Konzerthallenorganisten Hans Otto von der Denkmalpflege nicht erlaubt worden, so dass lediglich ein akustischer 32′ eingebaut wurde.
Sie wurde unter anderem, zusammen mit den Domorgeln und der Orgel in der Kathedrale St. Sebastian, beim Internationalen August-Gottfried-Ritter-Orgelwettbewerb genutzt. Im Rahmen der zweijährigen Sanierung der Klosterkirche (bis 2020: Konzerthalle „Georg Philipp Telemann“) wurde die Jehmlich-Orgel von 1979/1995 eingelagert. Zum Zeitpunkt der Wiedereröffnung der sanierten Klosterkirche am 17. September 2022 wurde das Instrument nicht wieder aufgestellt.
| I Rückpositiv C–c4 |        |
| Rohrflöte          | 8′     |
| Prinzipal          | 4′     |
| Singend Nachthorn  | 4′     |
| Nasat              | 2 ⁄3′  |
| Gemshorn           | 2′     |
| Terz               | 1 3⁄5′ |
| Scharf V           | 1′     |
| Holzdulzian        | 16′    |
| Krummhorn          | 8′     |
| Tremulant          |        |

| II Hauptwerk C–c4 |       |
| Bordun            | 16′   |
| Prinzipal         | 8′    |
| Spitzgambe        | 8′    |
| Holzflöte         | 8′    |
| Oktave            | 4′    |
| Querflöte         | 4′    |
| Quinte            | 2 ⁄3′ |
| Oktave            | 2′    |
| Kornett III-V     | 2 ⁄3′ |
| Larigot II        | 1 ⁄3′ |
| Mixtur V-VI       | 1 ⁄3′ |
| Scharf IV         | 2⁄3′  |
| Trompete          | 16′   |
| Trompete          | 8′    |

| III Schwellwerk C–c4 |      |
| Stillgedackt         | 16′  |
| Flötenprinzipal      | 8′   |
| Weidenpfeife         | 8′   |
| Schwebung            | 8′   |
| Spitzgedackt         | 8′   |
| Weitoktave           | 4′   |
| Koppelflöte          | 4′   |
| Schweizerpfeife      | 2′   |
| Sifflöte             | 1′   |
| Plein jeu V          | 2′   |
| Oktavzimbel III      | 1⁄2′ |
| Tromp. harm.         | 8′   |
| Hautbois             | 8′   |
| Clairon              | 4′   |
| Tremulant            |      |

| IV Rückpositiv C–c4 |       |
| Quintade            | 8′    |
| Holzgedackt         | 8′    |
| Suavial             | 4′    |
| Rohrflöte           | 4′    |
| Prinzipal           | 2′    |
| Gemsquinte          | 1 ⁄3′ |
| Sesquialtera II     | 1 ⁄3′ |
| Hellzimbel III      | 1⁄3′  |
| Vox humana          | 8′    |
| Rohrschalmei        | 4′    |
| Tremulant           |       |

| Pedal C–f1    |         |
| Prinzipal     | 16′     |
| Subbass       | 16′     |
| Gedacktbass   | 16′     |
| Quinte        | 10 2⁄3′ |
| Oktave        | 8′      |
| Spitzflöte    | 8′      |
| Oktave        | 4′      |
| Gemshorn      | 4′      |
| Flachflöte    | 2′      |
| Rauschbass IV | 5 1⁄3′  |
| Basszink IV   | 5 1⁄3′  |
| Mixtur V      | 2′      |
| Posaune       | 16′     |
| Trompete      | 8′      |
| Feldtrompete  | 4′      |

- Koppeln
  - Normalkoppeln: I/II, I/III, III/I, III/II, III/IV, IV/I, IV/II, IV/III, I/P, II/P, III/P, IV/P
  - Suboktavkoppeln: III/I, III/II, III//V
- Spielhilfen: 256-fache Setzeranlage, Sequenzer, Remocard-Speichersystem, Crescendowalze

## Museum für Bildende Kunst

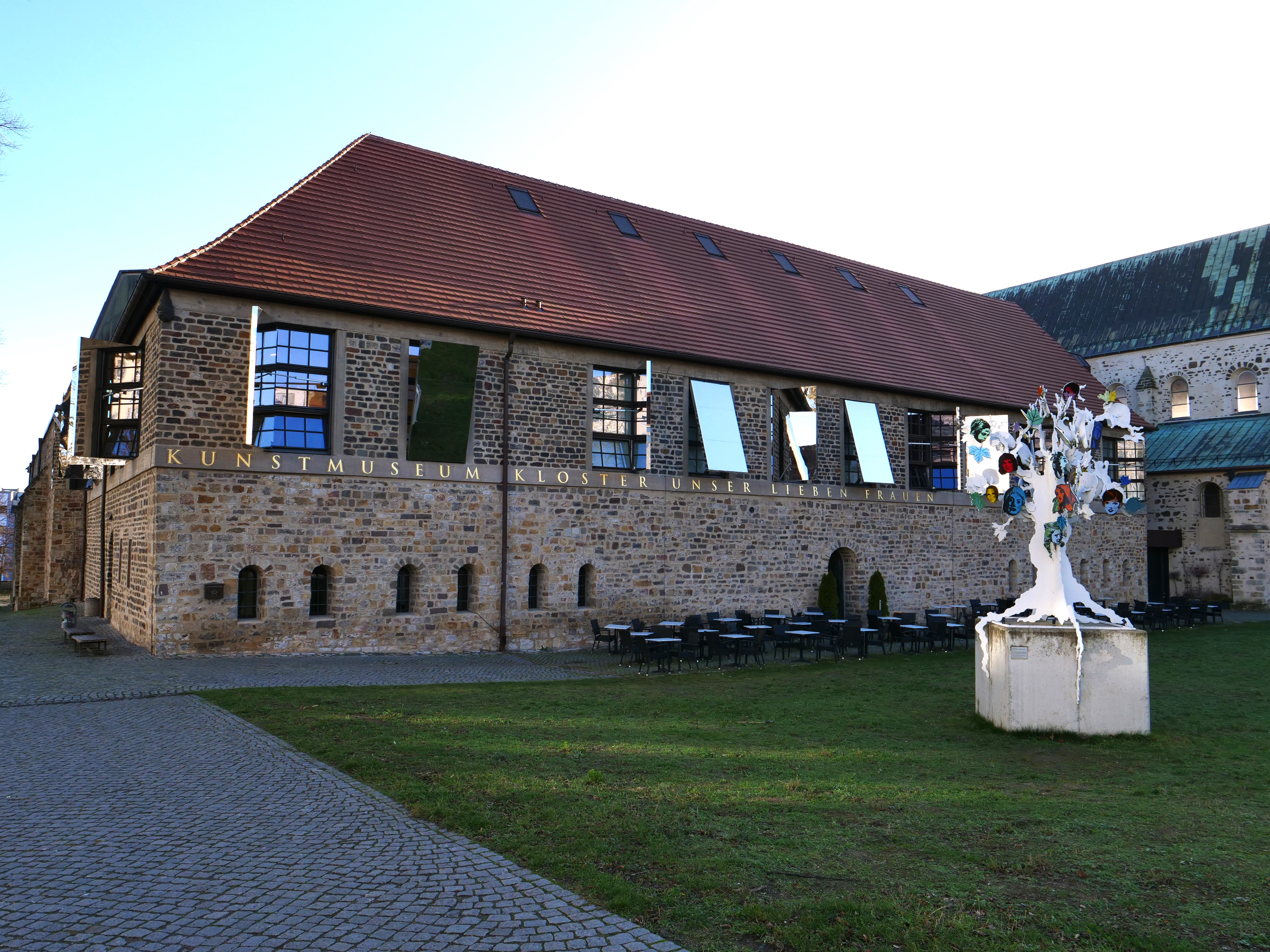
Kunstmuseum 2025 mit Istallation „Insel der Puppen“ von Alicia Paz (2017)

Nach einer Umbauphase erfolgte am 19. Februar 2012 die Wiedereröffnung des Kunstmuseums mit einer Ausstellung von Christiane Möbus und weiteren Objekten an der Fensterfront des Gebäudes.